# Cratere Yelya
Yelya  è un cratere sulla superficie di Venere.